# Jud Taylor
Judson Taylor (New York, 25 febbraio 1932 – New York, 6 agosto 2008) è stato un attore, regista televisivo e produttore televisivo statunitense.

## Biografia
Nato a New York, Taylor si laureò alla University of California, Berkeley.
Acquisì notorietà per il suo lavoro di regista in serie televisive degli anni '60 come Star Trek, Il dottor Kildare e Organizzazione U.N.C.L.E.. All'inizio degli anni 2000, ha diretto diversi episodi di Law & Order - Unità vittime speciali. Taylor ha anche diretto più di 40 film per la TV, tra cui il pluripremiato Tail Gunner Joe e Foxfire, e le ultime apparizioni cinematografiche di Susan Hayward (in Say Goodbye, Maggie Cole, 1972) e David Janssen (in City in Fear, 1980).
Tra la fine degli anni '50 e l'inizio degli anni '60, prima di diventare un regista affermato, Taylor lavorò come attore. Ebbe un ruolo ricorrente ne Il dottor Kildare con il personaggio del "Dr. Gerson".  È apparso in diversi episodi di Il fuggiasco e Twelve O'Clock High interpretando diversi personaggi. Altri programmi TV in cui ha avuto piccoli ruoli includono Gunsmoke, Men of Annapolis e Carovane verso il West. Interpretò anche la parte di Goff, uno dei tre americani, nel lungometraggio La grande fuga.
Taylor è stato vicepresidente della Directors Guild of America dal 1977 al 1981 e presidente dal 1981 al 1983.
Morì a New York nel 2008, dopo una lunga malattia.

## Filmografia parziale

### Regista
- Organizzazione U.N.C.L.E. (The Man from U.N.C.L.E.) - serie televisiva
- Say Goodbye, Maggie Cole – film TV (1972)
- La scomparsa del volo 412 (The Disappearance of Flight 412) (1974)
- Tail Gunner Joe – film TV (1977)
- City in Fear – film TV (1980)
- Foxfire – film TV (1987)

### Attore
- Men of Annapolis – serie TV, 3 episodi (1957)
- Carovane verso il West (Wagon Train) – serie TV, un episodio (1961)
- Follow the Sun – serie TV, episodio 1x14 (1961)
- Il dottor Kildare (Dr. Kildare) – serie TV, 18 episodi (1961-1965)
- La grande fuga (The Great Escape), regia di John Sturges (1963)
- Il fuggiasco (The Fugitive) – serie TV, 5 episodi (1963-1965)